# POSDCORB
POSDCORB est l'acronyme de Planning, Organizing, Staffing, Directing, Coordinating, Reporting, Budgeting  créé par le consultant d'entreprise, Luther Gulick en 1937 en s'inspirant des fonctions de l'administration générale de l'entreprise d'Henri Fayol.

## De POCCC  à POSDCORB
Fayol : POCCC, Prévoir, Organiser, Commander, Coordonner, Contrôler.
Gulick :
Les sept fonctions du dirigeant 
- Planning,
- Organizing,
- Staffing,
- Directing,
- Coordinating,
- Reporting,
- Budgeting

## Articles annexes
- Coordination
- Henri Fayol
- Fonctions du management
- Luther Gulick
- Management